# Karel Koldovský
Karel Koldovský (* 10. Juni 1898 in Vysoké nad Jizerou; † 29. April 1943) war ein tschechoslowakischer Skispringer.
Koldovský startete bei den Olympischen Winterspielen 1924 in Chamonix-Mont-Blanc und erreichte dabei im Einzel von der Normalschanze mit Sprüngen auf 33,5 und 39 Meter den 20. Platz. Er war damit hinter František Wende, der auf den 10. Platz sprang, zweitbester Teilnehmer seines Landes. Die Olympischen Spiele waren das einzige internationale Turnier, an dem er teilnahm.